# El cumpleaños de Laila
 El cumpleaños de Laila  cuyo título original es Eid milad Laila es una película coproducción de Palestina, Túnez y Holanda filmada en colores dirigida por Rashid Masharawi sobre su propio guion  que se estrenó en 2008 y tuvo como actores principales a Mohammed Bakri, Areen Omari y Nour Zoubi. La película se filmó en Ramallah y Al Bireh, en Palestina.

## Sinopsis
Abu Laila es un juez que al no ser renovado en su mandato por el gobierno debe trabajar conduciendo un taxi. El día que su hija Laila cumple siete años su esposa le encomienda que compre una torta y un regalo y vuelva temprano a casa, pero la vida cotidiana en Palestina no es simple.

## Reparto
Intervinieron en la película los siguientes intérpretes:
- Mohammad Bakri	...	Abu Laila
- Areen Omari	...	Um Laila
- Nour Zoubi	...	Laila
- Housam Abu Aishe	...	empleado de gasolinera Employee
- Valantina Abu Aq'ssah	...	mujer en la fila
- Najah Abu El Heija	...	viuda llorosa
- Ahmad Abu Sal'oum	...	segundo conductor de taxi
- Khaled Al Masou	...	empleado del Ministro de Justicia
- Rawan Ao'de	...	estudiante
- Mahmoud Awadd	...mecánico
- Marwan Awadd	...	hombre armado
- Saleh Bakri	...	antiguo preso
- Yahya Barakat	...	vendedor de pasteles
- Badran Bedarin	...	hijo del mecánico
- Mahmoud El Cheikh	...	pasajero hacia la zona industrial

## Críticas
El sitio Universo Cinema opinó en su crónica sobre esta película:

”… pequeña, estimable y bienintencionada película palestina que nos muestra una realidad más cotidiana y cercana que la que habitualmente nos llega del país a través de los noticiarios diarios, pero la propuesta también es demasiado inofensiva e ingenua para conseguir unos resultados mejores…. aquí le falta garra y echar el resto en los aspectos apuntados, ya fuera en la parte de denuncia, en la cómica, en la de retrato social, en el drama o en cualquier otra, el problema es que se queda a medio camino de todas ellas y aunque el producto final se ve con interés y ternura, te deja un sabor de insatisfacción por la oportunidad perdida.

La crónica de El Correo de Vizcaya dijo:

”Atrapa al espectador esta inusual película …La acción transcurre casi íntegramente en los territorios ocupados de Ramalla...en medio de la violencia armada y el caos generalizado. Al tiempo, la corrupción y la burocracia administrativa, el 'vuelva usted mañana', funcionan a pleno pulmón en las altas instancias oficiales, mientras que los enfrentamientos entre Fatah y Hamas marcan a fuego las secuencias de la película…Pero…hay matices y resquicios de luz -nunca gratuitos- que rebajan el horror de un país martirizado. Desde las primeras imágenes, todo tiene carácter cotidiano y humano, que utiliza el claroscuro, en vez del negro absoluto, para comunicarnos esta respetable experiencia cinematográfica. Todo lo modesta y limitada que se quiera, pero también valiosa, por lo que tiene de amplitud de miras.

## Premios y nominaciones
Festival Internacional de Cine de Amien
- El cumpleaños de Laila ganadora del Premio Ciudad de Amiens en 2008

Festival Internacional de Cine de Abu Dhabi
- El cumpleaños de Laila ganadora del Premio al Mejor Guion en 2009.[1]

Festival de Cine Fajr (Teherán)
- El cumpleaños de Laila ganadora del Premio Mustafa Akkad en 2009.[1]

Festival Internacional de Películas de Amor de Mons (Bélgica)
- El cumpleaños de Laila ganadora del Premio a la Mejor Película en 2009.[1]
- El cumpleaños de Laila ganadora del Premio del Jurado CICAE en 2009.[1]

Festival Internacional de Cine de Singapur
- El cumpleaños de Laila ganadora del Premio Pantalla de Plata al Mejor Largometraje de Asia en 2009.

Festival Internacional de Cine de St. Louis (Estados Unidos)
- El cumpleaños de Laila ganadora del Premio Intercultos al Mejor Largometraje en 2009.

Festival Internacional de Cine de El Cairo
- El cumpleaños de Laila ganadora del Premio al Mejor Guion Asia en 2009.[1]

Jornadas Cinematográficas de Cartago (Túnez)
- El cumpleaños de Laila ganadora del Premio Tanit de Plata.[1]
- Mohamed Bakri ganador del Premio al Mejor Actor en 2009 por El cumpleaños de Laila[1]

Festival Internacional de Cine Euro-Árabe AMAL
- Rashid Masharawi nominado al Premio al Mejor Director en 2009 por El cumpleaños de Laila
- Mohamed Bakri nominado al Premio al Mejor Actor en 2009 por El cumpleaños de Laila

Festival Medifilm (Roma)
- El cumpleaños de Laila ganadora del Premio a la Mejor Película en 2009.[1]